# ソンソン (北マリアナ諸島)

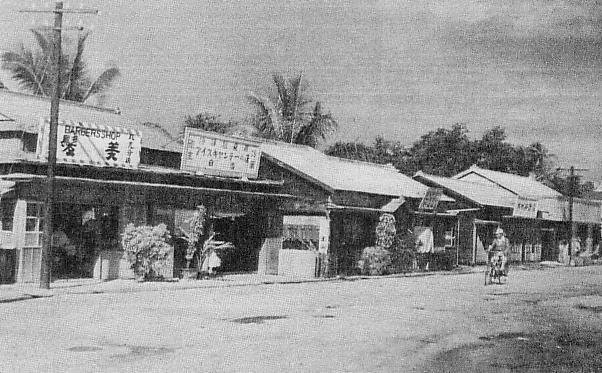
日本統治時代のロタ島

ソンソン(英語:Songsong)(チャモロ語で 村 の意味)は、アメリカ北マリアナ諸島のロタ島で二番目に大きい村である。
2000年現在、村の人口は593人。ソンソンは細長い半島の南の海岸沿いに位置する。村で一番目立つ目印はティヌバル山(Mt.Tinubal)で、この山はレイヤーウェディングケーキに似てるのでウェディングケーキ山(Wedding Cake Mountain)としても知られている。

## 歴史
ソンソンを含むロタ島は第一次世界大戦のヴェルサイユ条約の講和の結果、南洋諸島として大日本帝国領となった。

## 地区
- 第1地区
- 第2地区
- 第3地区
- 第4地区
- アネックス・F (Annex F)
- リヨ (Liyo')
- テネト村 (Teneto Village)[3]
- オンオン村 (Ong-ong Village)
- ツバル地区 (Tubal District)

## 観光
村には、製糖業の会社、南洋興発の跡地がある。

## 教育
北マリアナ諸島自治連邦区公立学校制度
- シナパロ小学校 (シナパロ)…ソンソンの子供たちが通う[4]。
- リタ・ホコグ・イノス博士小・中・高一貫校（英語版）

ロタ小・中・高一貫校がソンソンにあったが、2002年2月、ロタ小学校はシナパロに校舎を移した。
北マリアナ諸島自治連邦区立図書館の一つである、アントニオ・C・アタリグ記念ロタ公共図書館(Antonio C. Atalig Memorial Rota Public Library)がソンソンにある。今の図書館はおよそ2002年に落成したが、実際には2012年2月26日にひっそりと開放された。
この図書館はロタ島の島長、アントニオ・C・アタリグ(Antonio C. Atalig)に因んで名付けられ、その名称は1981年に採用された.。